# ثورستون هول
ثورستون هول (بالإنجليزية: Thurston Hall)‏ مواليد 10 مايو 1882 في بوسطن، الولايات المتحدة - الوفاة 20 فبراير 1958 في بيفرلي هيلز، الولايات المتحدة، هو ممثل أمريكي بدأ مسيرته الفنية سنة 1915. ظهر في قرابة 250 فيلما. امتدت مسيرته الفنية لأكثر من 42 عاما.

## الأعمال
- كليوباترا
- ماك جنتي العظيم
- الكذبة الكبرى
- هذه الأرض لي
- ويلسون
- في المجتمع
- غارة العقيد إفنغهام
- ابنة المزارع

## روابط خارجية
- ثورستون هول على موقع IMDb (الإنجليزية)
- ثورستون هول على موقع ألو سيني (الفرنسية)
- ثورستون هول على موقع أول موفي (الإنجليزية)
- ثورستون هول على موقع قاعدة بيانات برودواي على الإنترنت (الإنجليزية)
- ثورستون هول على موقع قاعدة بيانات الأفلام السويدية (السويدية)
- ثورستون هول على موقع إن إن دي بي (الإنجليزية)
- ثورستون هول على موقع قاعدة بيانات الفيلم (الإنجليزية)
- ثورستون هول على موقع كينوبويسك (الروسية)